# مصلی امام خمینی اصفهان
مصلی بزرگ اصفهان یا مصلی امام خمینی یک مسجد بزرگ در اصفهان است که مکان برگزاری گردهمایی‌های مذهبی سیاسی مردم اصفهان و اقامه نماز جمعه اصفهان می‌باشد. این مصلی یکی از بزرگ‌ترین مصلی‌های نمازجمعه ایران به‌شمار می‌رود.
قرار داشتن کنار گورستان تخت فولاد اهمیت مصلی اصفهان را دو چندان کرده‌است.

## بخش های مصلی
مصلی از بخش‌های مختلفی تشکیل شده که عبارتند از:
1. شبستان: به ابعاد ۶۰*۱۶۰ متر شامل دو سقف گنبدی ۶۰*۶۰ متری و دو گنبد ۶۰*۲۰ متری با سازه فلزی به وزن ۲۰۰۰ تن و نازک کاری فایبرگلاس
2. مناره‌ها: دو مناره اصلی با بدنه بتنی به ارتفاع ۶۰ متر، بخش فلزی و المانهای تزئینی بر روی آن به ارتفاع کلی حدود ۱۱۰ متر در دو سمت مقصوره در بخش جنوبی و ۶ مناره بتنی
3. مقصوره: که در بخش جنوبی قرار گرفته و از ورق آهن ساخته شده‌است.
4. رواق‌ها: دور شبستان که از ۲۱ گنبد ۲۰*۲۰ متری از جنس بتن ساخته شده‌است.[۲]

## شبستان تاریخی
در کنار این مصلی یک شبستان تاریخی وجود دارد که مربوط به دوره صفوی - دوره قاجار است. این اثر در تاریخ ۱۰ خرداد ۱۳۸۲ با شمارهٔ ثبت ۹۰۷۵ به‌عنوان یکی از آثار ملی ایران به ثبت رسیده‌است.